# Пирак
Пирак — археологический памятник Хараппской цивилизации. Находится в пакистанском Белуджистане, в 20 км к югу от города Сиби, к востоку от реки Нари. Останки древнего поселения обнаружены под курганом высотой 8 метров и площадью около 4,9 гектаров. Впервые об археологическом памятнике писал Роберт Рейкс (Robert Raikes) в 1963 году. Первые раскопки состоялись в период 1968—1974 годов, ещё до открытия более крупных памятников Мергарх и Наушаро. Памятник датируется периодом 1800—800 годов до н. э.
Раскопки выявили три периода непрерывного существования Пирака.
К первому периоду относятся сооружения из необожжённого кирпича с большим основанием. В основном керамика была грубой, украшенная лепниной и отпечатками пальцев. К этому же периоду относятся терракотовые фигурки лошадей и верблюдов, а также многочисленные кости этих же животных. Также были распространены терракотовые круглые, квадратные или криволинейные печати.
Ко второму периоду относятся подобные находки, среди которых — большое количество терракотовых и глиняных статуэток, но наряду с лошадьми и бактрианами начинают встречаться человеческие фигурки, в том числе всадники. Наряду с многочисленными орудиями из меди и бронзы начинают встречаться куски железа.
К третьему периоду (около 1000-800 годов до н. э.) относится большее количество изделий из железа, при этом продолжают существовать все элементы культуры прежних периодов. В Пираке обнаружены следы хмеля, риса и сорго - первые два в данном регионе появились впервые.